# تربودا
تربودا (به سوئدی: Töreboda) یک منطقهٔ مسکونی در سوئد است که در بخش تربودا واقع شده‌است.

## خصوصیات
تربودا ۳٫۶۴ کیلومترمربع مساحت و ۴٬۱۸۹ نفر جمعیت دارد.